# GamesRadar+
GamesRadar+ (voorheen GamesRadar) is een nieuwswebsite gericht op computerspellen. De website ging van start in 1999 en is eigendom van uitgeverij Future US.

## Geschiedenis
GamesRadar+ publiceert dagelijks meerdere artikelen, waaronder nieuws, recensies, previews en interviews met uitgevers en ontwikkelaars van games. De website had een Top 7-lijst en een wekelijkse lijst met negatieve punten over de computerspelindustrie.
Begin 2012 vertrokken veel langdurige medewerkers van de website. Eind van dat jaar kreeg de website een ingrijpende verandering met een nieuw ontwerp met nieuwe medewerkers. In mei 2014 maakte Future Publishing bekend om meerdere websites te willen sluiten, waaronder Edge, Computer and Video Games en GamesRadar. Men ging een samenwerking aan met andere partijen en de website werd hernoemd naar GamesRadar+. Eind 2014 werden Edge en Computer and Video Games samengevoegd naar GamesRadar+.
GamesRadar verkreeg ook bekendheid door haar online fora waarop gebruikers konden discussiëren over computerspellen. Het eerste forum werd gestart in 1998 en was te bezoeken tot augustus 2008.